# Сикисай
Сикисай, Shikisai, GCOM-C1 (англ. Global Change Observation Mission), яп. しきさい — японский метеорологический спутник, запущенный в космос в рамках проекта Global Change Observation Mission.

### Задачи спутника
Космический аппарат «Сикисай» создавался в рамках проекта GCOM (англ. Global Change Observation Mission). Целью проекта является отслеживание глобальных климатических изменений в течение 10-15 лет. Для этого анализа собираются и изучаются геофизические параметры океана и атмосферы. 
В рамках реализации проекта 18 мая 2012 года был запущен спутник мониторинга океана «Сидзуку» (GCOM-W). 
Изначально планировалось запустить по три спутника GCOM-W и GCOM-C, причём каждый последующий должен был запускаться за год до окончания срока жизни предыдущего. Таким образом планировалось проводить непрерывное наблюдение в течение 15 лет. Первоначально GCOM-C1 должен был быть запущен в 2013 году — через год после запуска GCOM-W1. В 2016 и в 2017 годах планировался запуск второй пары, а в 2020 и 2021 годах — третьей пары спутников.
Миссия GCOM-C, начавшаяся 23 декабря 2017 года, является первой из планируемых трёх и часто обозначается GCOM-C1 (соответственно вторая и третья обозначаются GCOM-C2 и GCOM-C3). Спутник «Сикисай» должен отслеживать динамику поглощения солнечной радиации земной атмосферой, океанами и сушей. Для этого будет оцениваться количество аэрозолей, цвет океанов и отражающая способность материков (льда и растительных покровов). Для выполнения задач миссии на борту «Сикисай» находится прибор второго поколения SGLI. Ожидаемый срок службы спутника 5 лет.
Изначально проект и космический аппарат назывались GCOM-C, что является аббревиатурой от англ. Global Change Observation Mission. 25 апреля 2017 года было объявлено о начале приёма предложений на персональное название космического аппарата. При предложении имени следовало выполнить довольно простые условия: использование хираганы или катаканы, лёгкое произношение, не совпадение с названием других спутников, не содержать ругательств, авторы не претендуют на авторское право. Победитель получал приглашение на запуск спутника. 14 июля были объявлены результаты конкурса, в котором приняло участие 6673 человек. Победило название «сикисай» (яп. しきさい) — «цвет», «раскраска».

## Разработка и изготовление
Финансирование разработки спутника «Сикисай» стартовало в декабре 2009 года с планируемым запуском в 2013. Проектирование комплекса инструментов полезной нагрузки SGLI началось в июле 2009 года — до официального старта финансирования проекта. В 2011 году успешно завершились испытания платформы спутника на вибростенде. Во время испытаний оценивалась устойчивость проектируемой конструкции и систем спутника к вибрационным и акустическим нагрузкам при запуске на ракете-носителе. Но полноценная разработка оборудования космического аппарата началась с февраля 2013 года после критической защиты проекта.
В конце 2014 года был утверждена официальная эмблема миссии. В качестве основного цвета был выбран традиционный цвет «токива» (яп. 常磐色 токива иро). 17 марта 2017 года было объявлено о завершении термо-вакуумных испытаний спутника. В ходе испытаний проверялась устойчивость элементов космического аппарата к изменению тепловых режимов в условиях вакуума. Испытания имитировали динамику тепловых нагрузок, возникающих при движении спутника по околоземной орбите в условиях изменяющегося освещения. 26 мая в космическом центре Цукуба были завершены испытания космического аппарата на вибростенде и в акустической камере. Целью испытаний было подтверждение готовности к вибрационным и акустическим нагрузкам, возникающим при запуске аппарата на ракете-носителе.

## Устройство
«Сикисай» состоит из двух основных модулей: 
в носовой части расположен более компактный модуль полезной нагрузки, 
а в кормовой более крупный служебный модуль. 
На служебном модуле закреплены две двухсекционные солнечные батареи, суммарно выдающие до 4250 Вт. Штатная трёхосная ориентация обеспечивает постоянное направление инструментов SGLI в надир. Ориентация поддерживается маховиками, а при необходимости — с помощью бортовых ЖРД. Запас топлива 176 кг.
Полезная нагрузка представлена единственным инструментом Second Generation GLobal Imager (SGLI). SGLI включает в себя несколько приборов: радиометр Visible and Near Infrared Radiometer (VNR) и инфракрасный сканер Infrared Scanner (IRS). Радиометр VNR измеряет неполяризованное излучение в видимом и ближнем инфракрасном диапазоне в 11 каналах (от 0,38 до 865,5 нм) и поляризованное излучение в двух каналах (673,5 и 868,5 нм). Инфракрасный сканер IRS измеряет ближнее инфракрасное излучение в четырёх каналах (1,05, 1,38, 1,63 и 2,21 мкм) и среднее ИК-излучение (10,8 и 12,0 мкм). Для передачи научных данных используется X-диапазон (частота 8105 МГц) со скоростью 138,76 Мбит/с. Потребляемая мощность научного инструмента 480 Вт
Благодаря ширине обзора 1000 км и разрешению 250 м SGLI обеспечивает полное сканирование поверхности Земли в течение двух суток. Это позволяет оценивать количество аэрозолей, плотность облаков и состояние растительного покрова, что важно для построения климатических моделей.

## Запуск на орбиту и функционирование
Запуск спутника был произведён 23 декабря 2017 года ракетой-носителем H-IIA (тип 202, №F37). «Сикисай» был основной полезной нагрузкой, второй полезной нагрузкой выводился технологический демонстратор «Цубамэ». Старт произошёл в 10:26:22 по Токийскому времени (JST) (01:26:22 UTS) с первой стартовой установки пускового комплекса Ёсинобу. Запуск ракеты-носителя прошёл успешно и через 16 минут 13 секунд после старта на высоте 792 км произошло отделение «Сикисай» от адаптера второй ступени. Особенностью запуска было то, что на орбиту выводилось два спутника, которые должны работать на разновысоких орбитах. Причём первый, «Сикисай», должен работать на значительно более высокой орбите, чем второй, «Цубамэ». 24 декабря JAXA выпустило пресс-релиз, в котором объявляло об успешном прохождении критических процедур: развёртывание солнечных батарей, запуск бортового оборудования, передача телеметрии. Работы по вводу спутника в режим полноценной деятельности должны продолжаться в течение трёх месяцев после запуска.
12 января 2018 года JAXA опубликовала первые фотографии, переданные с борта спутника. На них были изображены район Канто (Япония) (снимок сделан в 10:30 JST 6 января 2018 года), устье Ганга (снимок сделан в 11:40 JST 3 января 2018 года) и Охотское море, Сахалин и Японский архипелаг (снимок сделан в 10:20 JST 6 января 2018 года).